# Шавањак (Дордоња)
Шавањак (фр. Chavagnac) насеље је и општина у југозападној Француској у региону Аквитанија, у департману Дордоња која припада префектури Сарла ла Канеда.
По подацима из 2011. године у општини је живело 350 становника, а густина насељености је износила 25,75 становника/km². Општина се простире на површини од 13,59 km². Налази се на средњој надморској висини од 318 метара (максималној 354 m, а минималној 136 m).

## Демографија
| 1962. | 1968. | 1975. | 1982. | 1990. | 1999. | 2011. |
| ----- | ----- | ----- | ----- | ----- | ----- | ----- |
| 195   | 246   | 260   | 270   | 301   | 318   | 350   |

График промене броја становника у току последњих година